# 和洋国府台女子中学校高等学校
和洋国府台女子中学校・高等学校（わようこうのだいじょしちゅうがっこう・こうとうがっこう）は、千葉県市川市国府台にある中高一貫教育を行う私立の中学校・高等学校である。

## 概要
1897年（明治30年）に堀越学園の創始者である堀越千代によって「女性の自立」を理念に創立された。「和魂洋才」「明朗和順」という教育方針の下で礼法･芸術系授業･生活指導を中心に品格を修養し、実験・実習を中心とした実践的な授業を通して広い教養の習得を目指すという方針である。
「和洋洋裁学校」として設立した当時、和裁を多く教える学校は存在していたものの学校の教育体系に洋裁を取り入れた学校は初めての取り組みであった。
和洋九段女子中学・高等学校とは元々同じ学校法人として存在していたが、東京大空襲によって九段の校舎が焼失したため昭和20年に「和洋女子専門学校」として移転されたのが現在の国府台キャンパスに位置する和洋国府台女子中学・高等学校の由縁である。

## 沿革
- 1897年（明治30年）　和洋裁縫女学院を麹町区飯田町3-22（現在の千代田区富士見町富士見小学校前）に創設。
- 1901年（明治34年）　9月27日に私立学校令により、私立和洋裁縫女学校と改称。以後この日をもって創立記念日とする。
- 1928年（昭和3年）　専門学校令により、和洋女子専門学校に昇格。和洋裁縫女学校はそのまま存続。
- 1936年（昭和11年）　和洋裁縫女学校を和洋女子学院と改称。
高等女学校程度の本科普通科・本科師範科・和洋裁専修科・選科等を置く。
- 1946年（昭和21年）　和洋女子専門学校を市川市国府台の旧陸軍施設跡に移転。
- 1947年（昭和22年）　和洋女子中学校を九段に設置。
- 1948年（昭和23年）　和洋国府台女子高等学校および和洋九段女子高等学校を設置。
- 1949年（昭和24年）　和洋国府台女子中学校設置。和洋女子専門学校を和洋女子大学に昇格。家政学部生活学科・被服学科・大学別科を置く。
和洋九段女子高等学校・同中学校を和洋女子大学付属九段女子高等学校・同中学校と改称。
- 1950年（昭和25年）　和洋国府台女子高等学校・同中学校を和洋女子大学附属国府台女子高等学校・同中学校と改称 。
- 1982年（昭和57年）　和洋女子大学附属国府台女子中学校を市川市国分に移転。
- 1992年（平成4年）　和洋女子大学附属国府台女子中学校を和洋国府台女子中学校と改称。高等学校、九段女子中学校・高等学校もそれぞれ和洋国府台女子高等学校、和洋九段女子中学校・高等学校と改称する。
- 1997年（平成9年）　和洋学園、創立100周年を迎える。
- 1998年（平成10年）　7月、和洋国府台女子高等学校新校舎（第1期工事分）竣工。
- 2000年（平成12年）　12月、和洋国府台女子中学校礼法研修棟「春望亭」竣工。
- 2004年（平成16年）　3月、和洋国府台女子高等学校メディア棟（第2期工事分）竣工。
- 2006年（平成18年）　被服科をファッションテクニックス科へ改称。
- 2017年（平成29年）　中学校を国府台キャンパスへ移転。旧校舎は後に映画やドラマなどの撮影場所して多く使わている。
- 2020年（令和2年）　和洋国府台女子高等学校に高大連携の和洋コース設置　和洋国府台女子高等学校ファッションテクニックス科募集停止

## 設置学科
- 全日制課程
  - 普通科
    - 普通科・和洋コース（高大連携）
    - 普通科・進学コース
    - 普通科・特進コース

## 部活動
- 水泳部・卓球部が大会出場など活動が盛んである。2014年にダンス部が全国大会で優勝している。

## 制服
- 冬服 - セーラー服 　ジャケット着用
- 夏服 - セーラー服
- 盛夏服 - ポロシャツ、チェック柄スカート

冬服・夏服共にセーラー襟には白い3本線、後襟左右両角に校章(三蓋菱の周りを蔦で巻いてある)の刺繍あり。胸元には襟と共布のタイ
2022年より既存の制服に加えジャケット、スラックス、盛夏服を採用。

## 関連校
- 和洋九段女子中学校・高等学校（姉妹校）
- 和洋女子大学

## 著名な出身者

### 俳優
- 大沢さやか（女優、ものまねタレント栗田貫一の妻）
- 朴璐美（声優、舞台女優）
- 鮎ゆうき（元宝塚歌劇団雪組トップ娘役）
- 羽織夕夏（元宝塚歌劇団雪組娘役）
- 高翔みず希（宝塚歌劇団専科男役）
- 本田みちこ（女優）

### タレント
- 高木美保（タレント）
- にしおかすみこ（タレント）

### モデル
- 海津知香（元グラビアアイドル）
- 佐久間絢子（元モデル）

### ミュージシャン
- CHIHARU（TRF）
- ETSU（TRF）

### その他
- 井上都（元こまつ座代表、井上ひさしの長女）
- 秦由加子（トライアスロン選手）